# Flaumont-Waudrechies
Flaumont-Waudrechies is een gemeente in het Franse Noorderdepartement (regio Hauts-de-France) en telt 364 inwoners (2005). De plaats maakt deel uit van het arrondissement Avesnes-sur-Helpe.

## Geografie
De oppervlakte van Flaumont-Waudrechies bedraagt 5,7 km², de bevolkingsdichtheid is 63,9 inwoners per km².
De onderstaande kaart toont de ligging van Flaumont-Waudrechies met de belangrijkste infrastructuur en aangrenzende gemeenten.

## Demografie
Onderstaande figuur toont het verloop van het inwonertal (bron: INSEE-tellingen).
1. ↑  Populations de référence 2022.